# Mali 02
Mali 02 var namnet på den andra operativa ISR-styrkan (eng. Intelligence Surveillance Reconnaissance), ett kvalificerat spaningsförband med stödfunktioner, inom ramen för Sveriges bidrag till FN:s insats i Mali MINUSMA
Mali 02 verkade under andra hälften av 2015 i Mali och var ett förband (ISR Task Force) med fokus på underrättelseinhämtning med stödfunktioner och stab inom ramen för ASIFU (All Sources Informations Fusion Unit). 
Förbandet studerades av FOI, vilket utmynnade i rapporten "Framåt Sahel", som dels beskriver de utmaningar som upplevdes, men också de mycket goda resultat som förbandet uppnådde under tiden i Mali. 
Steg mot konsensus mellan de stridande parterna kring fredsprocessen i landet inleddes under förbandets tid i Mali men var fortfarande bräcklig, vilket resulterade i strider och attacker på många håll under 2015. MINUSMA:s västra sektor var dock förhållandevis stabil under tiden, bland annat tack vare den kvalificerade och välutbildade svenska styrkans närvaro.  
Islamistiska terrororganisationer ställde sig utanför ovan nämnda fredsprocess och attackerade under 2015 både FN och civila mål i Mali.
Förbandsledning
Förbands- och kontingentschef:  överstelöjtnant Jonas Lotsne.
Stabschef: major Hans Gustafsson.
Bataljonsförvaltare: Björn Skoglund.

## Allmänt
Förbandet var grupperat på Camp Nobel i tält intill flygplatsen i Timbuktu.
Stommen i förbandet var hämtat ur 32.a Underrättelsebataljonen, K3, men även till stor del från Trängregementet, Försvarsmedicincentrum, samt andra delar av Sveriges försvarsmakt.
Livregementets Husarer K3 i Karlsborg var uppsättande förband, likt även för styrkorna Mali 01 och Mali 03.